# 布兰福德福勒姆
布蘭福德福勒姆（英語：Blandford Forum，/ˈblænfərd/ BLAN-fərd）是英格蘭多塞特郡的一個城市。1731年這裡遭遇大火城市被毀，此後重建了不少喬治亞式建築，使得這裡現在以喬治亞式建築而聞名。 2013年，這裡人口估計有10,610人。

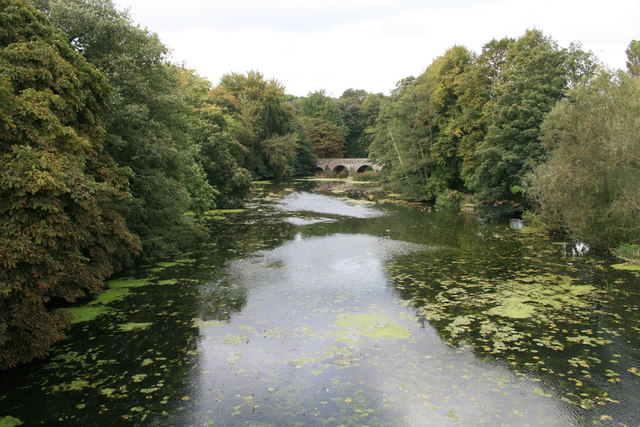
布蘭福德福勒姆起源於一個渡口